# Debí tirar más fotos
Debí tirar más fotos (spanisch für „Ich hätte mehr Fotos machen sollen“; stilisiert als DeBÍ TiRAR MáS FOToS, abgekürzt DTmF) ist das sechste Studioalbum des puerto-ricanischen Sängers und Rappers Bad Bunny, das im Januar 2025 erschien.

## Entstehung und Veröffentlichung
Die Erstveröffentlichung von DTmF erfolgte am 5. Januar 2025 bei Rimas Entertainment. Das Album erschien in seiner Originalausführung zum Download und Streaming mit 17 Titeln (Katalognummer: 0199066342442). Erstmals angekündigt wurde das Album am 26. Dezember 2024, begleitet von der Singleveröffentlichung Pitorro de Coco. Der Albumtitel wurde bereits am 5. Dezember 2024 mit der Single El clúb angedeutet, als am Ende des Musikvideos die Abkürzung „DTmF“ erschien.
Geschrieben wurden die Lieder vom Interpreten selbst. Für die Produktion zeichnete eine Vielzahl verschiedener Musikproduzenten verantwortlich.
Das Frontcover des Albums zeigt zwei weiße Plastikstühle vor Bananenstauden, ein Symbol für die Karibik und nostalgische Erinnerungen an Puerto Rico.

## Inhalt und Stil
Das Album ist eine Hommage an die Kultur und Geschichte Puerto Ricos und kombiniert traditionelle Genres wie Jíbaro-Musik, Plena, Reggaeton und Salsa mit modernen Elementen. Thematisch behandelt es die politische Situation Puerto Ricos, insbesondere die Auswirkungen von Gentrifizierung und Kolonialismus. Es enthält Kollaborationen mit Künstlern wie Chuwi, Omar Courtz, Los Pleneros de la Cresta, Dei V und RaiNao. Bad Bunny selbst beschrieb das Album als „Geschenk für seine Fans“ und betonte, dass es seine Verbundenheit zu Puerto Rico widerspiegele.
Das Eröffnungslied Nuevayol beginnt mit einem Sample zu Un verano en Nueva York von El Gran Combo de Puerto Rico und verbindet Salsa mit modernem Dembow. Bad Bunny erklärte, dass das Lied die kulturelle Bedeutung der Nuyoricans – puerto-ricanische Migranten in New York – repräsentiere.
Lyrisch behandelt das Album die politische und soziale Situation Puerto Ricos. Lieder wie Lo que le pasó a Hawaii kritisieren die Gentrifizierung und ziehen Parallelen zur Geschichte Hawaiis als warnendes Beispiel. Der Kurzfilm zum Album, der am 3. Januar 2025 auf YouTube veröffentlicht wurde, verstärkt diese Botschaft mit historischen Bezügen, die vom Historiker Jorell Meléndez-Badillo kuratiert wurden.

## Titelliste
1. Nuevayol
2. Voy a llevarte pa PR
3. Baile inolvidable
4. Perfumito nuevo (feat. RaiNao)
5. Weltita (feat. Chuwi)
6. Veldá (feat. Omar Courtz & Dei V)
7. El clúb
8. Ketu tecré
9. Bokete
10. Kloufrens
11. Turista
12. Café con ron (feat. Los Pleneros de la Cresta)
13. Pitorro de coco
14. Lo que le pasó a Hawaii
15. EoO
16. DtMF
17. La mudanza

## Rezensionen
Das Album erhielt überwiegend positive Kritiken. Maya Georgi von Rolling Stone vergab fünf Sterne und nannte es „eine heimische, jubilierende und frische Produktion“. Tatiana Lee Rodriguez von Pitchfork lobte die narrative Tiefe und die Auseinandersetzung mit Puerto Ricos Kampf um Souveränität. Lucas Villa von NME betonte die Revolutionierung puerto-ricanischer Volksmusik durch die Mischung aus Nostalgie und moderner Produktion. Auf Streaming-Plattformen erreichten Tracks wie Nuevayol und Voy a llevarte pa PR schnell Spitzenpositionen.
Bad Bunny trat am 13. Januar 2025 als Co-Moderator in The Tonight Show Starring Jimmy Fallon auf und führte Voy a llevarte pa PR auf, was die Popularität des Albums weiter steigerte.

## Kommerzieller Erfolg

### Chartplatzierungen
| ChartsChartplatzierungen       | Höchstplatzierung | Wochen |
| ------------------------------ | ----------------- | ------ |
| Deutschland (GfK)              | 3 (… Wo.)         | …      |
| Österreich (Ö3)                | 3 (… Wo.)         | …      |
| Schweiz (IFPI)                 | 1 (… Wo.)         | …      |
| Spanien (Promusicae)           | 1 (… Wo.)         | …      |
| Vereinigte Staaten (Billboard) | 1 (… Wo.)         | …      |
| Vereinigtes Königreich (OCC)   | 13 (8 Wo.)        | 8      |

### Auszeichnungen für Musikverkäufe
| Land/Region          | Auszeichnungen für Musikverkäufe (Land/Region, Auszeichnung, Verkäufe) | Verkäufe |
| -------------------- | ---------------------------------------------------------------------- | -------- |
| Frankreich (SNEP)    | Platin                                                                 | 100.000  |
| Italien (FIMI)       | 2× Platin                                                              | 100.000  |
| Spanien (Promusicae) | 5× Platin                                                              | 200.000  |
| Insgesamt            | 8× Platin ·                                                            | 390.000  |

Hauptartikel: Bad Bunny/Auszeichnungen für Musikverkäufe